# Pancetta canusina
La pancetta canusina è un salume tipico dell'Appennino reggiano. È ottenuta da tagli di pancetta fresca di suino pesante padano, tipico di tutta l'area padana e alimentato, tra l'altro, con il siero di produzione del formaggio Parmigiano Reggiano.
La pancetta canusina è poi sottoposta ad una lenta ed accurata lavorazione comprendente, tra l'altro, salatura ed aromatizzazione a secco, lavorazione artigianale e cucitura manuale e processo di stagionatura in ambiente naturalmente fresco ed umido e non forzato.
Il prodotto finito si presenta in forma arrotolata o a forma schiacciata, pressata in questo caso tra due legni di faggio naturale.